# Tongluo
Tongluo (chinois traditionnel : 銅鑼鄉 ; pinyin : Tóngluó Xiāng) est une commune du comté de Miaoli située sur l'île de Taïwan, en Asie de l'Est.

## Géographie

### Situation
Tongluo est une commune rurale située dans la partie sud-ouest du comté de Miaoli, sur l'île de Taïwan. Elle s'étend sur 78,380 5 km2 (16 km du nord au sud, 9 d'est en ouest), au sud de Miaoli, capitale du comté,.

### Démographie
Au 1er janvier 2017, la commune de Tongluo comptait 18 465 habitants (236 hab./km2) dont 47 % de femmes.

### Topographie
Le relief de la commune de Tongluo est de type montagneux. Deux dépressions, orientées nord-sud, dessinent, dans l'Est et l'Ouest de la commune, deux vallées fluviales dans lesquelles se concentrent la population humaine. La seconde débouche sur la plaine de Miaoli, dans le Nord de la commune.

### Hydrographie
Dans l'Est de la commune de Tongluo, circule, du nord au sud, le fleuve Xihu (zh) dont l'embouchure est située dans la commune de Houlong, au bord du détroit de Taïwan. Dans la vallée de l'est un dense réseau de ruisseaux forment une rivière qui alimente, dans la plaine de Miaoli, le fleuve Houlong. Le cours de ce dernier, long de 58 km, traverse le Nord de la commune, avant de se jeter dans le détroit de Taïwan, dans l'Ouest de Houlong.

## Économie
Durant la seconde moitié des années 1970, le gouvernement taïwanais soutient activement le développement industriel du pays. Il favorise, en particulier, la création de zones concentrant des entreprises du secteur secondaire. En 1976, dans le nord-ouest de la commune de Tongluo, il fait construire un parc industriel. Au début des années 2010, l'activité industrielle de Tongluo se diversifie avec la création d'une extension, sur 350 ha, du parc scientifique de Hsinchu, situé au nord du comté de Miaoli. Des entreprises, spécialisées dans des domaines des techniques de pointe (semi-conducteurs, industries pharmaceutiques et automobiles, énergie propre), s'installent à Tongluo,.